# Lepidodactylus balioburius
Lepidodactylus balioburius este o specie de șopârle din genul Lepidodactylus, familia Gekkonidae, descrisă de Hidetoshi Ota și Crombie 1989. A fost clasificată de IUCN ca specie cu risc scăzut.
Este endemică în Filipine. Conform Catalogue of Life specia Lepidodactylus balioburius nu are subspecii cunoscute.